# Catapaguroides
Catapaguroides is een geslacht van kreeftachtigen uit de klasse van de Malacostraca (hogere kreeftachtigen).

## Soorten
- Catapaguroides brevidactylus Komai & Rahayu, 2013
- Catapaguroides conicus Komai & Rahayu, 2013
- Catapaguroides crassimanus Komai & Rahayu, 2013
- Catapaguroides cristimanus de Saint Laurent, 1968
- Catapaguroides declivis McLaughlin, 1997
- Catapaguroides foresti McLaughlin, 2002
- Catapaguroides fragilis (Melin, 1939)
- Catapaguroides hirsutus Komai & Rahayu, 2013
- Catapaguroides hooveri McLaughlin & Pittman, 2002
- Catapaguroides iejimensis Osawa & Takeda, 2004
- Catapaguroides inermis de Saint Laurent, 1968
- Catapaguroides iris Bouvier, 1922
- Catapaguroides japonicus de Saint Laurent, 1968
- Catapaguroides karubar McLaughlin, 1997
- Catapaguroides kasei Osawa & Takeda, 2004
- Catapaguroides levigatus Komai & Rahayu, 2013
- Catapaguroides megalops A. Milne-Edwards & Bouvier, 1892
- Catapaguroides melini de Saint Laurent, 1968
- Catapaguroides microps A. Milne-Edwards & Bouvier, 1892
- Catapaguroides mortenseni de Saint Laurent, 1968
- Catapaguroides olfaciens (Alcock, 1905)
- Catapaguroides pectinipes (Lewinsohn, 1969)
- Catapaguroides pusillus Komai & Rahayu, 2013
- Catapaguroides setosus Edmondson, 1951
- Catapaguroides spinulimanus de Saint Laurent, 1968
- Catapaguroides tanseiae Komai, 2014
- Catapaguroides tenuiclavus Komai & Rahayu, 2013
- Catapaguroides tuber Komai & Rahayu, 2013
- Catapaguroides umbra Komai, 2009